# Andrew Parsons
Andrew Parsons, né le 10 février 1977 à Rio de Janeiro (Brésil), est un dirigeant sportif et journaliste brésilien. Il est le président du Comité international paralympique (IPC) depuis 2017.

## Biographie
Andrew Parsons a notamment été président du Comité paralympique brésilien de 2009 à 2017, président des Comités paralympiques américains de 2005 à 2009 ou encore membre de la commission d'évaluation des candidatures pour les Jeux olympiques d'été de 2020,.
Il est président du Comité international paralympique (IPC) depuis le 8 septembre 2017, après Philip Craven qui était à la tête de l'institution paralympique depuis 2001, après avoir été élu dès le premier tour lors du scrutin qui se tient durant la 18e assemblée générale de l'IPC à Abou Dabi. Il est réélu le 12 novembre 2021 à la tête de l'IPC en étant le seul candidat à sa propre succession.
Il est également membre du Comité international olympique depuis 2018.

## Distinctions
- Commandeur de l'ordre de Rio Branco[2] ;
- Diplôme du Fair Play, remis par l'International Fair Play Committee (en) lors des Jeux paralympiques d'Athènes 2004[7].